# USS Ranger (CV-4)
El USS Ranger (CV-4) fue el primer buque de la Armada de los Estados Unidos en ser diseñado y construido desde la quilla como portaaviones. El Ranger era un buque relativamente pequeño, algo mayor en desplazamiento que el primer portaaviones de la Armada de los Estados Unidos, el USS Langley (CV-1), y menor que los portaaviones anteriores de la clase Lexington y los de la posterior clase Yorktown. La isla, no estaba incluida en el diseño original, pero fue incluida antes de la finalización del buque. 
De los ocho portaaviones estadounidenses construidos antes del inicio de la Segunda Guerra Mundial, del CV-1 al CV-8, El Ranger fue uno de los tres que sobrevivieron al conflicto aunque al contrario que los otros, pasó la mayor parte del conflicto en el océano Atlántico debido a su baja velocidad y a que la flota alemana era más débil que la japonesa.